# 張孫振 (隆慶進士)
張孫振（1538年—？），字公緒，號理斋，廣西桂林府臨桂縣人，民籍，明朝政治人物。

## 生平
嘉靖四十年（1561年）辛酉科廣西鄉試第二十二名舉人，隆慶五年（1571年）中式辛未科三甲第一百六十四名進士。吏部觀政，授绍兴府推官，萬曆五年（1577年）升户部主事，八年告病。

## 家族
曾祖張玉；祖父張策，知縣 贈南京禮部郎中；父張言，尋甸府知府。母屠氏（封安人）。慈侍下。弟张孙绳（推官）。弟張孫繩、張孫繼、張孫念。